# Mujića Rečine
Mujića Rečine este un sat din comuna Kolašin, Muntenegru. Conform datelor de la recensământul din 2003, localitatea are 13 locuitori (la recensământul din 1991 erau 32 de locuitori).

## Demografie
În satul Mujića Rečine locuiesc 11 persoane adulte, iar vârsta medie a populației este de 55,3 de ani (48,8 la bărbați și 57,4 la femei). În localitate sunt 7 gospodării, iar numărul mediu de membri în gospodărie este de 1,86.
Această localitate este populată majoritar de sârbi (conform recensământului din 2003).
|  |

| Demografie | Demografie | Demografie |
| An         | Locuitori  | Locuitori  |
| ---------- | ---------- | ---------- |
|            |            |            |
|            |            |            |
|            |            |            |
|            |            |            |
| 1948       | 121        |            |
| 1953       | 119        |            |
| 1961       | 78         |            |
| 1971       | 72         |            |
| 1981       | 37         |            |
| 1991       | 32         | 32         |
| 2003       | 13         | 13         |

| \| Componența etnică conform recensământului din 2003[2] \| Componența etnică conform recensământului din 2003[2] \| Componența etnică conform recensământului din 2003[2] \| Componența etnică conform recensământului din 2003[2] \| Componența etnică conform recensământului din 2003[2] \| \| ----------------------------------------------------- \| ----------------------------------------------------- \| ----------------------------------------------------- \| ----------------------------------------------------- \| ----------------------------------------------------- \| \| \| \| \| \| \| \| Sârbi \| Sârbi \| \| 11 \| 84,61% \| \| Muntenegreni \| Muntenegreni \| \| 2 \| 15,38% \| \| necunoscută \| necunoscută \| \| 0 \| 0% \| |              |  |    |        |
| Componența etnică conform recensământului din 2003 |              |  |    |        |
| |              |  |    |        |
| Sârbi | Sârbi        |  | 11 | 84,61% |
| Muntenegreni | Muntenegreni |  | 2  | 15,38% |
| necunoscută | necunoscută  |  | 0  | 0%     |